# Добринка (Суровикинский район)
Добринка (до 1920-х — слобода Добринская) — хутор в Суровикинском районе Волгоградской области России. Административный центр Добринского сельского поселения.

## История
Согласно Списку населённых мест Земли Войска Донского в 1859 году в слободе Добринской имелось 104 дворов, проживало 420 душ мужского и 423 женского пола. Слобода Добринская относилась ко Второму Донскому округу области войска Донского.
К 1915 году в слободе Добринской имелось 172 двора, волостное и сельское правление, Успенская церковь (построена в 1802 году на средства графа Орлова-Денисова), 2 школы, паровая мельница, проживало 658 душ мужского и 656 женского пола.
В 1921 году Добринская волость включена в состав Царицынской губернии. Не позднее 1928 года слобода Добринская преобразована в хутор Добринский. В 1928 году хутор Добринский включён в состав Калачёвского района Нижневолжского края (с 1934 года — Сталинградский край). В 1935 году Добринский сельсовет передан в состав Кагановичского района (с 1957 года — Суровикинский район). Не позднее 1963 года название хутора изменено на хутор Добринка.

## Общая физико-географическая характеристика
Хутор расположен на реке Левая Добрая (при устье реки Лог), на высоте около 80 метров над уровнем моря. Почвы —тёмно-каштановые и тёмно-каштановые солонцеватые и солончаковые. Рельеф местности холмисто-равнинный, для местности характерна густая овражно-балочная сеть. В окрестностях хутора находятся пруды и озера..
Хутор расположен в 33 километрах северо-восточнее Суровикино. По автомобильным дорогам расстояние до областного центра города Волгограда составляет 150 км, до районного центра города Суровикино — 37 км.

### Климат
Климат умеренный континентальный (согласно классификации климатов Кёппена климат характеризуется как Dfa). Температура воздуха имеет резко выраженный годовой ход. Среднегодовая температура положительная и составляет + 8,2 °С, средняя температура января −7,3 °С, июля +23,2 °С. Расчётная многолетняя норма осадков — 387 мм, наибольшее количество осадков выпадает в июне (43 мм), наименьшее в феврале (23 мм) и октябре (25 мм).

### Часовой пояс
Добринка, как и вся Волгоградская область, находится в часовой зоне МСК (московское время). Смещение применяемого времени относительно UTC составляет +3:00.

## Население
| 1859 | 1873 | 1897 | 1915  | 2010 |
| ---- | ---- | ---- | ----- | ---- |
| 843  | ↘786 | ↗943 | ↗1493 | ↘754 |

## Инфраструктура
В хуторе расположены школа, медучреждение, магазины, пекарня. Дорога с твердым покрытием, 
газифицирован.

## Достопримечательности
В хуторе находятся два объекта культурного наследия категории «памятник истории регионального значения»:№№ 2085, 2086:
1. Братская могила участников гражданской войны, погибших в борьбе за власть Советов (1918—1919, 1961 гг)[19];
2. Братская могила советских воинов, погибших в период Сталинградской битвы (1942—1943, 1968 гг)[20].